# Anjiajia
Anjiajia è una città e comune del Madagascar situata nel distretto di Ambato-Boeni, regione di Boeny. 
La popolazione del comune rilevata nel censimento 2001 era pari a 13 100 unità.